# BSD/OS
BSD/OS (früher BSD/386) ist ein kommerzielles Unix-Betriebssystem des Unternehmens Berkeley Software Design (BSDI) und stammt aus der BSD-UNIX-Familie. Die Entwicklung wurde 2003 eingestellt. BSD/OS wurde vor allem im Bereich von Internet-Serversystemen eingesetzt und zuletzt von der Firma Wind River Systems weiterentwickelt und vertrieben.

## Geschichte

### BSD/386
1991 verließ eine Gruppe von BSD-Entwicklern die Universität Berkeley und gründete das Unternehmen Berkeley Software Design (BSDI), um ein kommerzielles Unix-Betriebssystem für i386-Prozessoren zu entwickeln. Basierend auf 4.3BSD Net/2 entstand das Betriebssystem BSD/386. Die erste öffentliche Version 0.3.1 wurde im April 1992 freigegeben.
Kurz nach der Veröffentlichung der Version 1.0 verließ der Entwickler Bill Jolitz im März 1993 die Gruppe, um das freie Unix-Betriebssystem 386BSD zu entwickeln, welches später zu einer wichtigen Grundlage für die freien BSD-Derivate FreeBSD und NetBSD wurde.
Gegenüber den Konkurrenzprodukten zeichnete sich BSD/386 vor allem durch niedrige Lizenzgebühren für den Quelltext aus.

### BSD/OS
Nach einem Rechtsstreit mit den Unix System Laboratories (USL) um die Rechte an Unix entwickelte BSDI die Version 2.0 ihres Betriebssystems auf der Basis von 4.4BSD-Lite, womit es keine USL-basierenden Quelltexte mehr enthielt. Zudem wurde das System in BSD/OS umbenannt, um sich in der weiteren Entwicklung nicht auf die i386-Architektur zu beschränken und im Januar 1995 als BSD/OS 2.0 veröffentlicht. Einer der wichtigsten Einsatzbereiche war der Internet-Server-Bereich.
Obwohl sich BSD/OS durch eine weit entwickelte SMP-Unterstützung und den kommerziellen Support von den damaligen freien BSD-Derivaten absetzte, bekam es von diesen zunehmende Konkurrenz. Auch die fehlende Zertifizierung durch die Open Group führte dazu, dass gegen Ende der 1990er Jahre die Verkaufszahlen immer weiter zurückgingen.
Durch eine Fusion von BSDI mit Walnut Creek CDROM, dem damals größten Distributor von FreeBSD und der Linux-Distribution Slackware, im März 2000 erweiterte sich das Angebot von BSDI. Im April 2001 übernahm die Firma Wind River Systems schließlich die Rechte an BSD/OS sowie den FreeBSD-Vertrieb von BSDI und sicherte ihrerseits zu, die Entwicklung von FreeBSD zu fördern. Am 13. Dezember 2003 wurde die Weiterentwicklung und gegen Ende 2004 der Support von BSD/OS durch Wind River Systems eingestellt.